# Ducado de Atrisco
El ducado de Atrisco es un título nobiliario español creado el 17 de abril de 1708 por el rey Felipe V a favor de José Sarmiento de Valladares y Arinés Troncoso de Romay, gobernador, capitán general y virrey de Nueva España.
Su denominación hace referencia a Atlixco, uno de los dos señoríos que existían en Nueva España, en 1708.
José Sarmiento de Valladares Arinés Troncoso de Romay se casó con la tercera condesa de Moctezuma, nieta de Pedro Tesifón de Moctezuma, quien a su vez era bisnieto de Moctezuma II, por lo que de esa manera los duques de Atrisco se emparentaban con el emperador mexica.

## Duques de Atrisco
|                       | Titular                                               | Periodo               |
| Creación por Felipe V | Creación por Felipe V                                 | Creación por Felipe V |
| --------------------- | ----------------------------------------------------- | --------------------- |
| I                     | José Sarmiento de Valladares Arinés de Romay          | 1708-1708             |
| II                    | Melchora Juana Sarmiento de Moctezuma y Jofre         | 1708-1717             |
| III                   | Bernarda Dominga Sarmiento y Guzmán                   | 1717-1752             |
| IV                    | Ana Nicolasa de Guzmán y Córdoba Osorio y Dávila      | 1752-1762             |
| V                     | Ventura Osorio de Moscoso y Fernández de Córdoba      | 1762-1776             |
| VI                    | Vicente Joaquín Osorio de Moscoso y Guzmán            | 1776-1816             |
| VII                   | Vicente Isabel Osorio de Moscoso y Álvarez de Toledo  | 1816-1837             |
| VIII                  | Vicente Pío Osorio de Moscoso y Ponce de León         | 1837-1864             |
| IX                    | María Cristina Osorio de Moscoso y Borbón             | 1864-1904             |
| X                     | Pedro de Alcántara de Bauffremont y Osorio de Moscoso | 1904-1945             |
| XI                    | Leopoldo Barón y Osorio de Moscoso                    | 1955-1974             |
| XII                   | Gonzalo Barón y Gavito                                | 1974-2004             |
| XIII                  | Adelaida Barón y Carral                               | 2004-actual titular   |

## Historia del ducado de Atrisco
- José Sarmiento de Valladares Arinés Troncoso de Romay (1643-10 de septiembre de 1708), I duque de Atrisco[2] y I señor de Atrisco, hijo de Gregorio Sarmiento de Valladares y de Juana Sarmiento Arines Troncoso de Romay, su prima hermana.

Casó en primeras nupcias el 22 de abril de 1680 con María Jerónima de Moctezuma y Jofre, III condesa de Moctezuma de Tultengo, hija de Diego Luis de Moctezuma y Porres, II conde de Moctezuma de Tultengo, y de Luisa Jofre de Loaisa Carrillo. Contrajo un segundo matrimonio en enero de 1694 con María Andrea de Guzmán y Zúñiga (m. 1709), hija de Manuel Luis de Guzmán y Zúñiga, IV marqués de  Villamanrique y VII marqués de Ayamonte, y de Ana Dávila y Osorio, XI marquesa de Astorga, V marquesa de Velada, III marquesa de San Román (antigua denominación del actual "Marquesado de la Villa de San Román", rehabilitado en 1917), XII condesa de Trastámara, XII condesa de Santa Marta de Ortigueira. Le sucedió, de su primer matrimonio, su hija:
- Melchora Juana Sarmiento de Valladares y Moctezuma (1691-1717), II duquesa de Atrisco[2] y V condesa de Moctezuma de Tultengo.

Casó en primeras nupcias en mayo de 1702 con Manuel Fernández de Córdoba, hijo de Francisco Fernández de Córdoba Cardona y Requesens, X conde de Cabra, VII conde de Oliveto, VII duque de Soma, VIII duque de Sessa, VI duque de Baena, IX conde de Palamós, VIII conde de Trivento, VIII conde de Avelino, XVIII barón de Bellpuig, VIII barón de Calonge, IX barón de Liñola, caballerizo mayor del rey Carlos II, gentilhombre de cámara y presidente del Consejo de las Órdenes, y de su cuarta esposa, María Andrea de Guzmán y Dávila. Sin descendientes. Casó en segundas nupcias el 27 de mayo de 1708 con Buenaventura Fernández de Córdoba y Aragón, sexto hijo de Félix Fernández de Córdoba Cardona y Requesens, IX duque de Sessa, VII duque de Baena, etc., y de su mujer Margarita de Aragón y Benavides. Sin descendientes tampoco de este matrimonio, le heredó su hermana, hija de su padre y de su segunda esposa:
- Bernarda Sarmiento de Valladares y Guzmán (1694-27 de agosto de 1752), III duquesa de Atrisco, [2] III marquesa de Valladares[12] y III vizcondesa de Meira.[12]

Casó en primeras nupcias el 13 de noviembre de 1712 con Félix López de Ayala y Velasco, XI conde de Fuensalida VII conde de Barajas. V conde de Colmenar de Oreja, V conde de Casa Palma y V marqués de Alameda. Sin descendientes. Casó en segundas nupcias el 5 de diciembre de 1735 con Melchor de Solís y Gante, hijo segundo de Alonso de Solís y Osorio, I conde de Saldueña y II duque de Montellano, y de Louise de Gran-Vilain. Sin sucesión tampoco de este matrimonio.
Al morir sin sucesión las dos hijas del I duque de Atrisco, los derechos recayeron en una sobrina de la segunda mujer del I duque, Ana Nicolasa de Guzmán, hija de Melchor Francisco de Guzmán Osorio Dávila Manrique de Zúñiga, también llamado Melchor Álvarez Osorio Gómez Dávila y Guzmán Manrique de Zúñiga (m. 15 de abril de 1710), IX marqués de Ayamonte, VI marqués de Velada, XII marqués de Astorga, V marqués de Villamanrique, XIII conde de Trastámara, XII conde de Santa Marta de Ortigueira, IV de San Román (antigua denominación), XIV conde de Nieva, V conde de Saltés, XX señor de Turienzo y de Villalobos, alférez mayor hereditario del Pendón de la Divisa del rey, caballero de Calatrava, etc, y de su segunda mujer María Ignacia Fernández de Córdoba-Figueroa., hija de Luis Ignacio Fernández de Córdoba y Aguilar, VI marqués de Priego y VI duque de Feria.
- Ana Nicolasa de Guzmán Osorio Dávila y Manrique de Zúñiga (8 de julio de 1692[17]-Madrid, 11 de diciembre de 1762), IV duquesa de Atrisco,[2] XIII marquesa de Astorga,[5] VII marquesa de Velada,[16] tres veces grande de España, X marquesa de Ayamonte,[4][12] XV condesa de Nieva, VI condesa de Saltés,[12], XIV condesa de Santa Marta de Ortigueira,  XXI señora de Turienzo,y XVI señora de Villalobos.[12]

Casó, el 13 de febrero de 1707, con Antonio Gaspar de Moscoso Osorio y Aragón (1689-3 de enero de 1725), VII duque de Sanlúcar la Mayor, IV marqués de Leganés, VIII conde de Altamira, tres veces grande de España, VII marqués de Almazán, IV marqués de Mairena, III marqués de Morata de la Vega, VIII marqués de Poza, V conde de Arzarcóllar, VII conde de Lodosa y XI conde de Monteagudo de Mendoza y alcalde mayor de los hijosdalgos. Le sucedió su nieto, hijo de Ventura Antonio Osorio de Moscoso y Guzmán Dávila (m. 1734), fallecido antes que su madre, XI marqués de Ayamonte, VI duque de Medina de las Torres, VIII duque de Sanlúcar la Mayor, V marqués de Leganés, IX conde de Altamira, VIII marqués de Almazán, V marqués de Mairena, V marqués de Monasterio, IV marqués de Morata de la Vega, IX marqués de Poza, VI marqués de la Villa de San Román, VII marqués de Villamanrique, VI conde de Arzarcóllar, VIII conde de Lodosa, XIII conde de Monteagudo de Mendoza, XVI conde de Nieva, VII conde de Saltés XV conde de Santa Marta de Ortigueira, XIV conde de Trastámara, VII señor y príncipe de Aracena XIV guarda mayor del reino de Castilla, alcalde mayor de los hijosdalgos, y de su esposa Buenaventura Fernández de Córdoba y Cardona, IX duquesa de Baena, X duquesa de Soma, XI duquesa de Sessa, XV condesa de Cabra, XV condesa de Palamós, XI condesa de Avelino, XI condesa de Trivento, XX vizcondesa de Iznájar, XXI baronesa de Bellpuig, XI baronesa de Calonge, XII baronesa de Liñola.:
- Ventura Antonio Osorio de Moscoso y Fernández de Córdoba (15 de diciembre de 1733-6 de enero de 1776),[26] V duque de Atrisco,[2] X duque de Baena,[10] VII duque de Medina de las Torres,[27] IX duque de Sanlúcar la Mayor,[22] XII duque de Sessa,[28] XI duque de Soma,[23]  XIV marqués de Astorga,[5] VI marqués de Leganés,[19] VIII marqués de Velada,[16] X conde de Altamira,[20] XVI conde de Cabra,[6] once veces grande de España, IX marqués de Almazán,[25] XII marqués de Ayamonte,[4] VI marqués de Mairena,[25] VI marqués de Monasterio,[25] V marqués de Morata de la Vega,[25] X marqués de Poza,[25] VII marqués de la Villa de San Román,[25] VIII marqués de Villamanrique,[25] VII conde de Arzarcóllar,[25] XII conde de Avelino,[25] IX conde de Lodosa,[25] XIV conde de Monteagudo de Mendoza,[25] XVII conde de Nieva,[25] XI conde de Oliveto,[25] XVI conde de Palamós,[25] VIII conde de Saltés,[25] XVI conde de Santa Marta de Ortigueira,[25] XV conde de Trastámara,[25] XII conde de Trivento,[25] XXI vizconde de Iznájar,[25] XXII barón de Bellpuig, XVI conde de Palamós,[25] XII barón de Calonge,[25] XIII barón de Liñola,[25] XXII señor de Turienzo, XVII señor de Villalobos, gentilhombre de cámara con ejercicio, XV alférez mayor hereditario del Pendón de la Divisa del rey, y caballerizo mayor del príncipe de Asturias.[25]

Contrajo matrimonio, el 21 de septiembre de 1749, con su hermanastra, María Concepción de Guzmán y de la Cerda (m. 7 de octubre de 1803).. Le sucedió su único hijo:
- Vicente Joaquín Osorio de Moscoso y Guzmán  (Madrid, 17 de enero de 1756-26 de agosto de 1816),[29] VI duque de Atrisco,[2] XI duque de Baena,[10] XV duque de Maqueda,[30] VIII duque de Medina de las Torres,[27] X duque de Sanlúcar la Mayor,[22] XII duque de Soma,[23]  XIII duque de Sessa,[28] XV marqués de Astorga,[5] VII marqués de Leganés,[19] IX marqués de Velada,[16] XI conde de Altamira,[20] XVII conde de Cabra,[28] doce veces grande de España, X marqués de Almazán,[25] XIII marqués de Ayamonte,[4] XVII marqués de Elche,[25] VII marqués de Mairena,[25] VII marqués de Monasterio,[25] VI marqués de Morata de la Vega,[25] XI marqués de Poza,[25] VIII marqués de la Villa de San Román,[25] IX marqués de Villamanrique,[25] VIII conde de Arzarcóllar,[25], XIII conde de Avelino,[25] X conde de Lodosa,[25] XV conde de Monteagudo de Mendoza,[25] XVIII conde de Nieva,[25] XII conde de Oliveto,[25] XVII conde de Palamós,[25] IX conde de Saltes,[25] XVII conde de Santa Marta de Ortigueira,[25] XVI conde de Trastámara,[25] XIII conde de Trivento,[25] XXII vizconde de Iznájar,{{Harvnp|Soler Salcedo|2020|p=181} XXIII barón de Bellpuig, XIII barón de Calonge, XIV barón de Liñola, XXIII señor de Turienzo, XVIII señor de Villalobos, guarda mayor hereditario del reino de Castilla, XVI alférez mayor hereditario del Pendón de la Divisa del rey, caballero de la Orden del Toisón de Oro, gran cruz de la Orden de Carlos III y gentilhombre de cámara con ejercicio.

Casó en primeras nupcias, el 3 de abril de 1774, con María Ignacia Álvarez de Toledo y Gonzaga, hija de Antonio Álvarez de Toledo Osorio Pérez de Guzmán el Bueno y su segunda esposa, María Antonia Gonzaga,  marqueses de Villafranca del Bierzo, y en segundas, siendo su segundo esposo, con María Magdalena Fernández de Córdoba y Ponce de León, hija de los marqueses de Puebla de los Infantes. Le sucedió el segundogénito de su primer matrimonio:
- Vicente Ferrer Isabel Osorio de Moscoso y Álvarez de Toledo (Madrid, 19 de noviembre de 1777-31 de agosto de 1837), VII duque de Atrisco,[2] XII duque de Baena,[10] XVI duque de Maqueda,[30] IX duque de Medina de las Torres,[27] XI duque de Sanlúcar la Mayor,[22] XIV duque de Sessa,[28] XIII duque de Soma,[23] XVI marqués de Astorga,[5] VIII marqués de Leganés,[19] X marqués de Velada,[16] XII conde de Altamira,[20] XVIII conde de Cabra,[6] doce veces grande de España, XI marqués de Almazán,[31] XIV marqués de Ayamonte,[4] VIII marqués de Mairena,[31] VIII marqués de Monasterio,[31] VII marqués de Morata de la Vega,[31] XII marqués de Poza,[31] IX marqués de la Villa de San Román,[31] X marqués de Villamanrique,[31] IX conde de Arzarcóllar,[31] XV conde de Avelino,[31] XI conde de Lodosa,[31] XVI conde de Monteagudo de Mendoza,[31] XIX conde de Nieva,[31] XIV conde de Oliveto, XVIII conde de Palamós,[31] X conde de Saltés,[31] XVIII conde de Santa Marta de Ortigueira,[31] XVIII conde de Trastámara,[31] XV conde de Trivento,[31] XXIII vizconde de Iznájar,[31] XXIV barón de Bellpuig,[31] XIV barón de Calonge,[31] XV barón de Liñola,[31] X señor y príncipe de Aracena XXIV señor de Turienzo y XIX señor de Villalobos, gentilhombre de cámara con ejercicio, XV alférez mayor hereditario del Pendón de la Divisa del rey y caballerizo mayor del príncipe de Asturias.[31]

Casó en primeras nupcias, el 12 de febrero de 1798, con María del Carmen Ponce de León y Carvajal,  V condesa de Garcíez, hija de Antonio María Ponce de León Dávila y Carrillo de Albornoz, III duque de Montemar, VIII marqués de Castromonte, dos veces grande de España, V conde de Valhermoso, y de María del Buen Consejo Carvajal y Gonzaga, hija de Manuel Bernardino de Carvajal y Zúñiga, VI duque de Abrantes, V duque de Linares, etc. Contrajo un segundo matrimonio, el 14 de febrero de 1834, con María Manuela de Yanguas y Frías. Le sucedió su hijo del primer matrimonio:
- Vicente Pío Osorio de Moscoso (Madrid, 1 de agosto de 1801-22 de febrero de 1864), VIII duque de Atrisco,[2] XIII duque de Baena,[10] XVII duque de Maqueda, X duque de Medina de las Torres,[27] IV duque de Montemar,[32] XII duque de Sanlúcar la Mayor,[22] XV duque de Sessa,[28] XIV duque de Soma,[23] XVII marqués de Astorga,[5] IX marqués de Castromonte,[33] IX marqués de Leganés,[19] XI marqués de Velada,[16] XIII conde de Altamira,[20] XIX conde de Cabra,[6] catorce veces grande de España, X marqués del Águila, XII marqués de Almazán, XV marqués de Ayamonte, marqués de Elche, IX marqués de Mairena, XII marqués de Montemayor, XIII marqués de Poza, X marqués de San Román, XI marqués de Villamanrique, VIII marqués de Morata de la Vega, VIII marqués de Monasterio, X conde de Arzarcóllar,[31]conde de Cantillana, VI conde de Garcíez, XII conde de Lodosa, XVII conde de Monteagudo de Mendoza,[31] XIX conde de Nieva, XX conde de Palamós, XI conde de Saltés,[31] conde de Trastámara, XIX conde de Santa Marta, XIV conde de Oliveto,[31] VI conde de Valhermoso, XXIV vizconde de Iznájar,[31] XXV barón de Bellpuig,[31] XV barón de Calonge,[31] XVI barón de Liñola,[31] X señor y príncipe de Aracena, XXV y último señor de Turienzo y XX y último señor de Villalobos, XVIII alférez mayor hereditario del pendón de la divisa del rey, comendador mayor de la Orden de Alcántara, caballero de la Orden de Carlos III, sumiller de corps del rey, gran canciller del consejo de Hacienda, presidente del real cuerpo de nobleza de Madrid[31] y senador por la provincia de León (1843-1845) y vitalicio (1845-1850).[34]

Casó en 1821, en Madrid, con María Luisa de Carvajal Vargas y Queralt, hija de José Miguel de Carvajal y Vargas, II duque de San Carlos, VI conde de Castillejo, IX conde del Puerto y de su segunda mujer María Eulalia de Queralt y de Silva, hija de Juan Bautista de Queralt, de Silva y de Pinós, VII marqués de Santa Coloma y de María Luisa de Silva VII marquesa de Gramosa y XV condesa de Cifuentes. Le sucedió su nieta, hija de José María Osorio de Moscoso y Carvajal, XVIII duque de Maqueda, XVI duque de Sessa,, XVIII marqués de Astorga, XIV conde de Altamira, XX conde de Cabra, VI duque de Montemar,  XIII marqués del Águila,, etc. y de su esposa, la infanta Luisa Teresa de Borbón y nieta del infante Francisco de Paula de Borbón:
- María Cristina Osorio de Moscoso y Borbón (Ginebra, 26 de mayo de 1850-París, 27 de marzo de 1904), IX duquesa de Atrisco,[2] X marquesa de Leganés, dos veces grande de España, IX marquesa de Morata de la Vega[36] y dama de la Orden de la Reina María Luisa.

Casó, el 11 de marzo de 1865, en Madrid, con Pierre-Laurent de Bauffremont, VI duque de Bauffremont, hijo de la princesa Anne-Antoine de Bauffremont. Le sucedió su hijo:
- Pedro de Alcántara de Bauffremont y Osorio de Moscoso (28 de octubre de 1879-13 de marzo de 1945),[36] X duque de Atrisco,[2] XI marqués de Leganés, dos veces grande de España, X marqués de Morata de la Vega y VII duque de Bauffremont.

Casó con Marie-Thérèse de la Bouchardière, con la que tuvo amplia descendencia. Sucedió su sobrino:
- Leopoldo Barón y Osorio de Moscoso (1920-1974), XI duque de Atrisco,[2] XX duque de Sessa, XII marqués de Leganés, XVIII conde de Altamira, cuatro veces grande de España, XI marqués de Morata de la Vega, marqués del Pico de Velasco de Angustina.

Casó con María Cristina Gavito y Jáuregui. Le sucedió su hijo:
- Gonzalo Barón y Gavito (n. en México, 27 de febrero de 1948), XII duque de Atrisco,[2] XXI duque de Sessa, XXIII marqués de Astorga, XIII marqués de Leganés, XX conde de Altamira, cinco veces grande de España, XII marqués de Morata de la Vega y XIII marqués del Pico de Velasco de Angustina.[36]

Casó, el 17 de agosto de 1974, con Susana Carral y Pinsón. Le sucedió su hija en 2004:
- Adelaida Barón y Carral (n. en México en 1977), XIII duquesa de Atrisco, grande de España.[2]

Casó, el 27 de julio de 2002, con Tirso Catalán de Ocón y Roca de Togores.